# Teatro del Lago
El Teatro del Lago es un teatro chileno ubicado sobre la orilla del lago Llanquihue, en la comuna de Frutillar, Región de Los Lagos. Se destaca por ser uno de los centros culturales más importantes de Sudamérica y el teatro internacional más austral del mundo.

## Historia
La construcción del teatro se gestó gracias a la iniciativa del empresario Guillermo Schiess de construir un nuevo recinto cultural para albergar las Semanas Musicales de Frutillar, que habían quedado sin sede tras el incendio del Hotel Frutillar en 1996. Schiess le presentó la idea a la Corporación Cultural Semanas Musicales de Frutillar, que la acogió, y tras la muerte del filántropo en 1998, el proyecto fue continuado por la familia Schiess y liderado por su hija Nicola, que encabeza la Fundación Teatro del Lago, y Ulrich (Uli) Bader-Schiess.  
El diseño arquitectónico inicial de Gerardo Köster y Gustavo Greene se atenía a las instrucciones de Schiess que le había pedido un teatro para albergar conciertos de orquesta sinfónica. La construcción se inició el 27 de enero de 1998, mediante financiamiento privado y sufrió retrasos, principalmente por efecto de la crisis financiera asiática. En el proceso, se modificó el diseño original para que se pudieran poner también óperas.
En julio de 2008 se incorporó la firma de arquitectos Amercanda con los arquitectos Bernd Haller, Cristián Valdés, Pablo Cordua y Andrés Alvear, cuyo objetivo era implementar materiales que permitiesen un aislamiento térmico en conjunto con el aislamiento acústico (asesorado por los ingenieros acústicos de Müller-BBM). El proyecto de iluminación arquitectónica estuvo a cargo de la empresa Limarí Lightning Design, mientras que el diseño de la iluminación del escenario fue obra del estadounidense Clifton Taylor.
Finalmente, el teatro fue inaugurado el 6 de noviembre de 2010, luego de doce años de trabajo, y una inversión de aproximadamente US$ 20 millones, convirtiéndose al momento de su inauguración en el espacio para conciertos más grande que se haya construido en el país desde los años 1950.

## Arquitectura

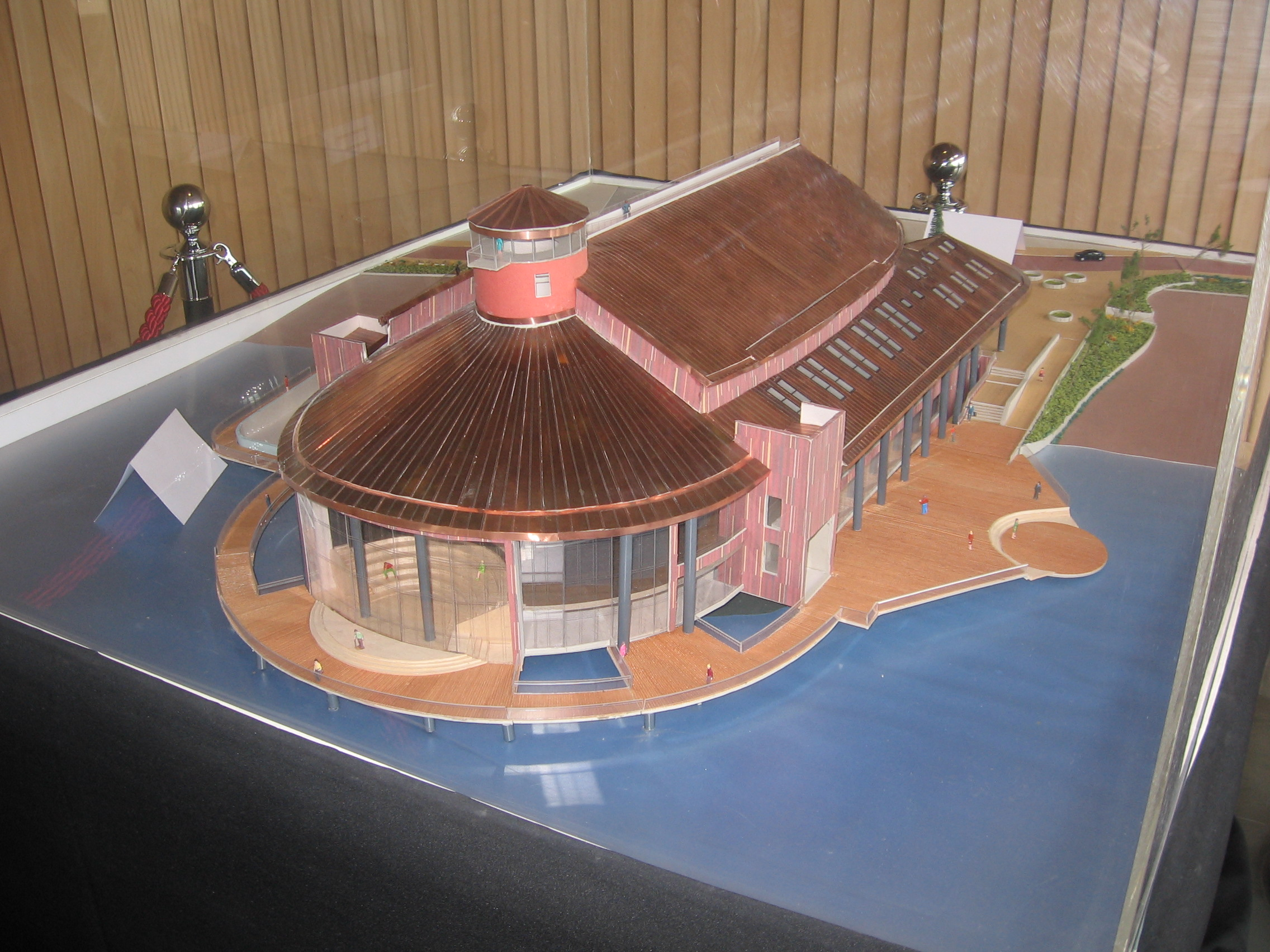
Maqueta del Teatro, ubicada en su acceso principal

El controvertido y poco agraciado diseño que en un principio se esperaba que fuera de estilo alemán, finalmente se inspiró en la arquitectura de la Isla de Chiloé. Para ello se utilizaron listones de madera de distintos colores.
En su interior, el recinto cuenta con una sala principal, denominada Espacio Tronador-Sala Nestlé, con capacidad para 1178 espectadores (distribuidos en una platea y dos galerías) y con un foso para 100 músicos. La estructura de la sala principal se encuentra revestida por cerca de 800 paneles de madera enchapada. Además, el teatro posee un anfiteatro con un aforo de 270 personas y cuatro salas multipropósito.
El teatro tiene varios foyers que se usan para diferentes actividades, entre ellos el foyer Volcán Osorno en el que a fines de 2010, el año de la inauguración, los hijos de Schiess homenajearon a su padre colocando un busto de Guillermo Schiess sobre un tronco traído desde Santiago, que estaba en la casa de este.

## Formación
La fundación Teatro del Lago desde sus inicios ha declarado que, tanto la formación artística como el fomento de la creatividad, serían una prioridad en su labor. Su primera actividad educativa realizada en 2005, el Camping Musical, fue sólo el comienzo de una larga trayectoria vinculada a la educación y al desarrollo de la cultura, lo que se ha visto reflejado en la puesta en marcha de diversos programas de formación tales como PUEDES BAILAR y PUEDES CANTAR, además de cursos magistrales y academias que anualmente son impartidas en el teatro. Hoy la fundación cuenta con programas de formación artística, pensada para niños, niñas y jóvenes que buscan tener un acercamiento a las artes; programa sde perfeccionamiento, pensado para músicos y músicos en formación universitaria; programas de acceso, que incluyen butacas comunitarias y funciones especiales abiertas, y programa de formación escolar, programa de capacitación docente tiene como objetivo proporcionar herramientas para cultivar un perfil docente con competencias artísticas.

## Galería

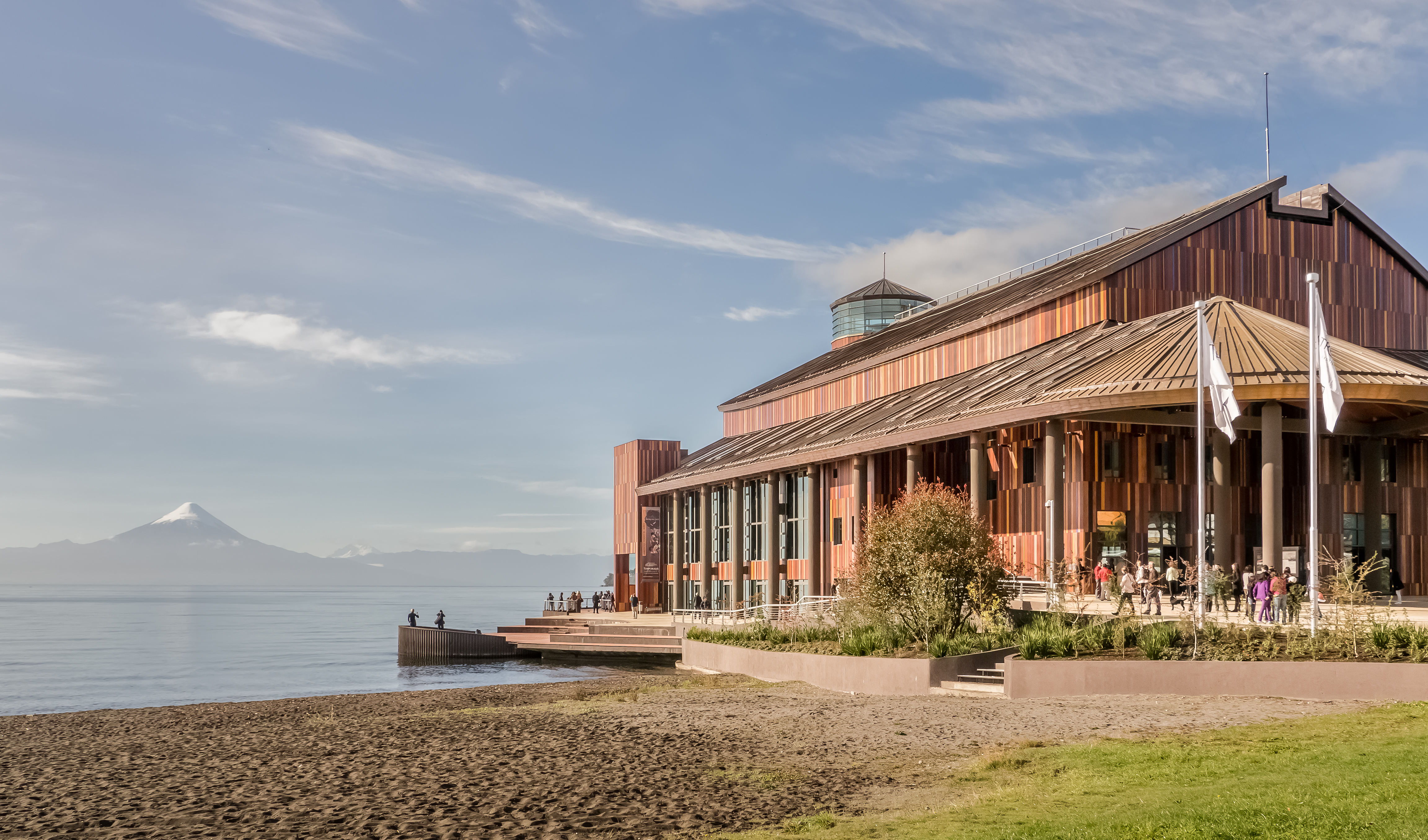
Teatro del Lago
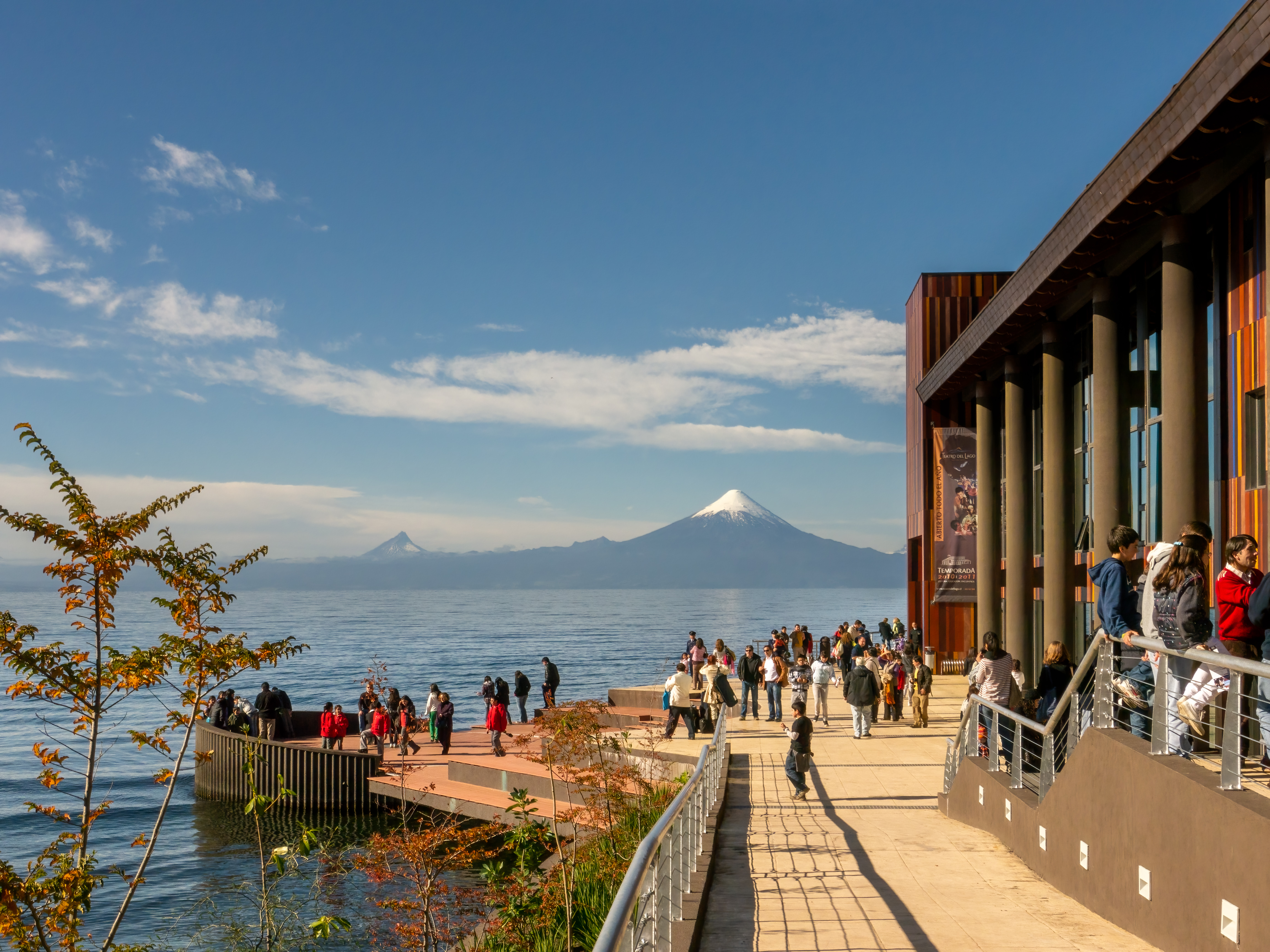
Teatro del Lago + volcán Osorno
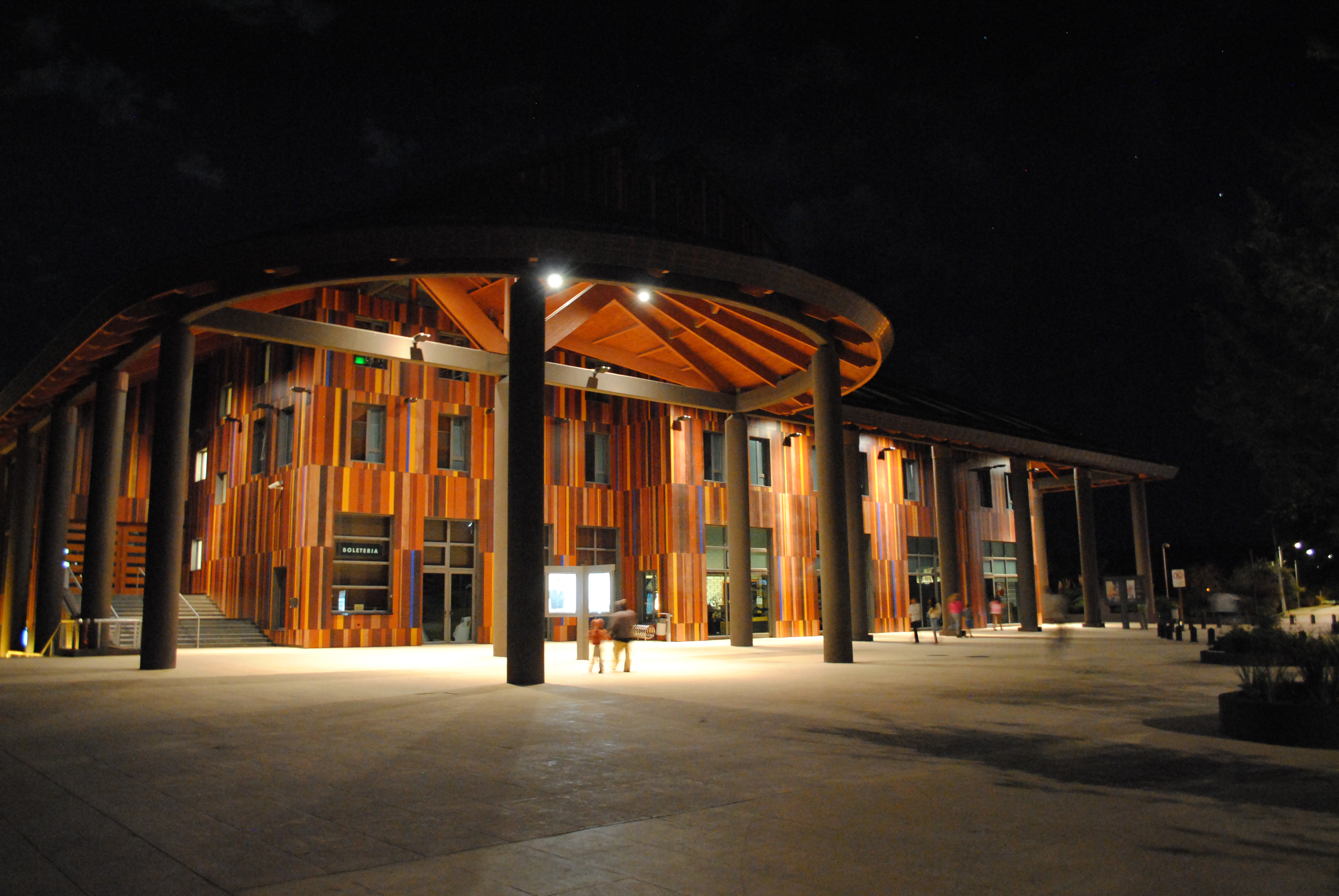